# (543454) 2014 HZ199
(543454) 2014 HZ199 est un objet transneptunien en résonance 4:7 avec Neptune et une planète naine potentielle d'un diamètre d'environ 450 km.